# Mściwoj II

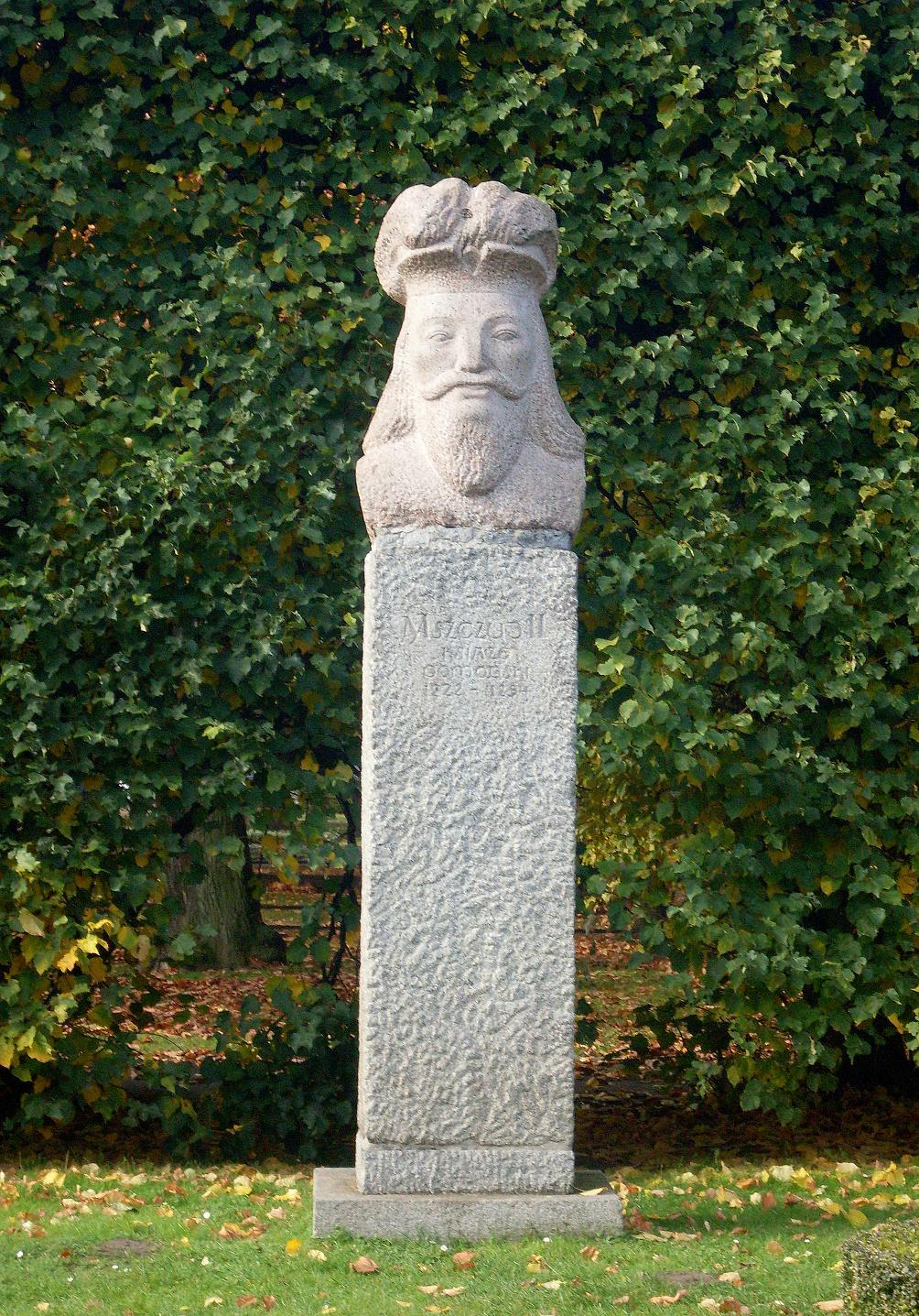
Pomnik Mściwoja II w Parku Oliwskim.

Mściwoj II (Mszczuj, Mściwój, Mściwuj, Mestwin) (ur. ok. 1220, zm. 25 grudnia 1294) – książę świecki od ok. 1250 i gdański od 1270.

## Życiorys

### Pod opieką ojca (ok. 1220–1250)
Mściwoj II był najstarszym synem księcia pomorskiego Świętopełka II i Eufrozyny o dyskusyjnym pochodzeniu.
Po raz pierwszy w dokumentach (w bulli protekcyjnej papieża Grzegorza IX) występuje 17 czerwca 1231. Od najmłodszych lat był przygotowywany przez ojca do objęcia rządów na Pomorzu, aktywnie uczestnicząc w jego wojnach z krzyżakami, książętami wielkopolskimi Przemysłem I i Bolesławem Pobożnym i kujawskim Kazimierzem.
W 1243 Świętopełk II został zmuszony oddać swojego syna Mściwoja jako zakładnika krzyżakom, co miało stanowić gwarancję zachowania pokoju. W niewoli krzyżackiej, na terenie ich posiadłości w Austrii Mściwoj przebywał do 1248.

### Mściwoj II samodzielnym księciem świeckim (ok. 1250–1266)
W nieznanym bliżej momencie – prawdopodobnie tuż po powrocie z niewoli – Mściwoj otrzymał od ojca w zarząd dzielnicę świecką, fakt ten wiązał się zapewne z zawartym około 1250 małżeństwem z Judytą.
Mimo poprawnych stosunków łączących Mściwoja z ojcem, czego dowodem jest wspólne wystąpienie w 1255 przeciwko książętom wielkopolskim zakończonym (krótkotrwałym) zajęciem Nakła, z nieznanych przyczyn stosunki ich łączące do najlepszych nie należały (wyróżniał on młodszego brata Mściwoja – Warcisława II), skoro w 1264 ten ostatni zawarł z księciem zachodniopomorskim Barnimem I układ w Kamieniu, na mocy którego przekazywał on dzielnicę świecką Barnimowi z prawem zachowania dożywocia, zastrzegając jednocześnie prawa do ewentualnego spadku po ojcu i bracie. W tym z pewnością tajnym układzie chodziło o zapewnienie poparcia Barnima w spodziewanej po śmierci ojca wojnie domowej.

### Śmierć Świętopełka. Wojna domowa na Pomorzu Gdańskim i walki z Brandenburgią (1266–1273)
10 stycznia 1266 zmarł Świętopełk II. Pozostawił on do podziału między swoich synów Mściwoja i Warcisława całość Pomorza Gdańskiego z wyjątkiem ziemi tczewskiej znajdującej się w 1266 w rękach stryja książąt Sambora i być może ziemi białogardzkiej rządzonej przez drugiego stryja Racibora. Luki w źródłach nie pozwalają jednak z całą pewnością stwierdzić, jak przebiegała linia podziału. Pewne jest tylko, że młodszy Warcisław otrzymał Gdańsk wraz z przynależną do grodu ziemią. Być może już wówczas Warcisław panował także w ziemi białogardzkiej. Mściwoj oprócz otrzymanej już wcześniej ziemi świeckiej otrzymał prawdopodobnie ziemię słupską oraz ziemię sławieńską wraz z formalnym zwierzchnictwem nad Pomorzem Gdańskim.
Śmierć Świętopełka usiłowali wykorzystać książę szczeciński Barnim i krzyżacy. Zwłaszcza atak tego pierwszego zagroził stanowi posiadania obu braci, gdyż Barnim zajął Sławno wraz z okręgiem. Ostatecznie ze stratą Sławna przyszło się Świętopełkowicom tymczasowo pogodzić, gdyż toczyli oni aż do początku 1268 drobne utarczki z krzyżakami.
1 kwietnia 1269 na zjeździe w Choszcznie Mściwoj II złożył hołd lenny margrabiom brandenburskim Janowi II, Ottonowi IV oraz Konradowi pochodzącym z linii na Stendal dynastii askańskiej. Także w tym przypadku nie znamy powodów tak radykalnego posunięcia Mściwoja. Możemy tylko podejrzewać, że chodziło o znalezienie sojusznika, który umożliwiłby siłowe zjednoczenie Pomorza Gdańskiego.
Porozumienie z Brandenburgią nie przyniosło Mściwojowi spodziewanych efektów, gdyż wywołało ono bunt rycerstwa świeckiego, oraz zbrojne wystąpienie brata Warcisława i stryja Sambora II. Mimo tak niekorzystnej sytuacji księciu udało się jednak zająć za pomocą nieznanych sił (być może właśnie dzięki pomocy Brandenburgii) z zaskoczenia stolicę księstwa Warcisława – Gdańsk. Zdrada części otoczenia i uwięzienie Mściwoja przez Warcisława i Sambora spowodowały jednak, że najstarszy syn Świętopełka znalazł się o krok od całkowitej klęski. W niewoli Mściwoj II nie przebywał długo, gdyż już w 1270 przebywał na wolności, którą odzyskał zapewne za zwrot Warcisławowi Gdańska. Wymuszonemu układowi Mściwoj nie zamierzał się jednak podporządkowywać i chcąc zabezpieczyć swój stan posiadania wydał stolicę Pomorza margrabiemu Konradowi, zawierając jednocześnie układ sojuszniczy z księciem wielkopolskim Bolesławem Pobożnym.
Przystąpienie do Mściwoja Bolesława Pobożnego radykalnie zmieniło układ sił na Pomorzu. Warcisław zdecydował się wówczas udać po pomoc do krzyżaków i księcia inowrocławskiego Siemomysła. Na Kujawach znalazł się zresztą wkrótce także Sambor II pokonany (przejściowo uwięziony) i usunięty z księstwa tczewskiego przez Bolesława Pobożnego.
W 1271 podczas pobytu w należącym wówczas do Kujaw Wyszogrodzie niespodziewanie zmarł Warcisław II. Jego śmierć uczyniła Mściwoja faktycznym panem Pomorza Gdańskiego (z wyjątkiem Gdańska znajdującego się w rękach margrabiego Konrada), co w połączeniu z opanowaniem Kujaw inowrocławskich przez oddziały Bolesława Pobożnego i Mściwoja, wspieranych przez opozycję niechętną Siemomysłowi (Mściwoj II otrzymał za udział w konflikcie kasztelanię wyszogrodzką) i neutralnością krzyżaków uczyniło sytuację księcia pomorskiego komfortową.
Uspokojenie sytuacji na granicy z Kujawami i zakonem skłoniło Mściwoja do zażądania od Brandenburgii zwrotu dzierżonego przez nich Gdańska. Margrabia Konrad wbrew wcześniejszym uzgodnieniom nie zamierzał jednak rezygnować z łatwego, jak mu się wydawało łupu i łamiąc układ w Choszcznie chciał przyłączyć jak największą część Pomorza do Brandenburgii. Początkowo Mściwoj chciał odzyskać Gdańsk własnymi siłami i dopiero kiedy to okazało się niemożliwe wezwał na pomoc Bolesława Pobożnego, który przybywszy pod gród niespodziewanie już po pierwszym szturmie go zajął. Wojna z Brandenburgią zakończyła się ostatecznie na początku 1273 r. rezygnacją margrabiów z Gdańska.

### Rządy Mściwoja II w dobie ścisłej współpracy z księciem wielkopolskim Bolesławem Pobożnym (1273–1279)

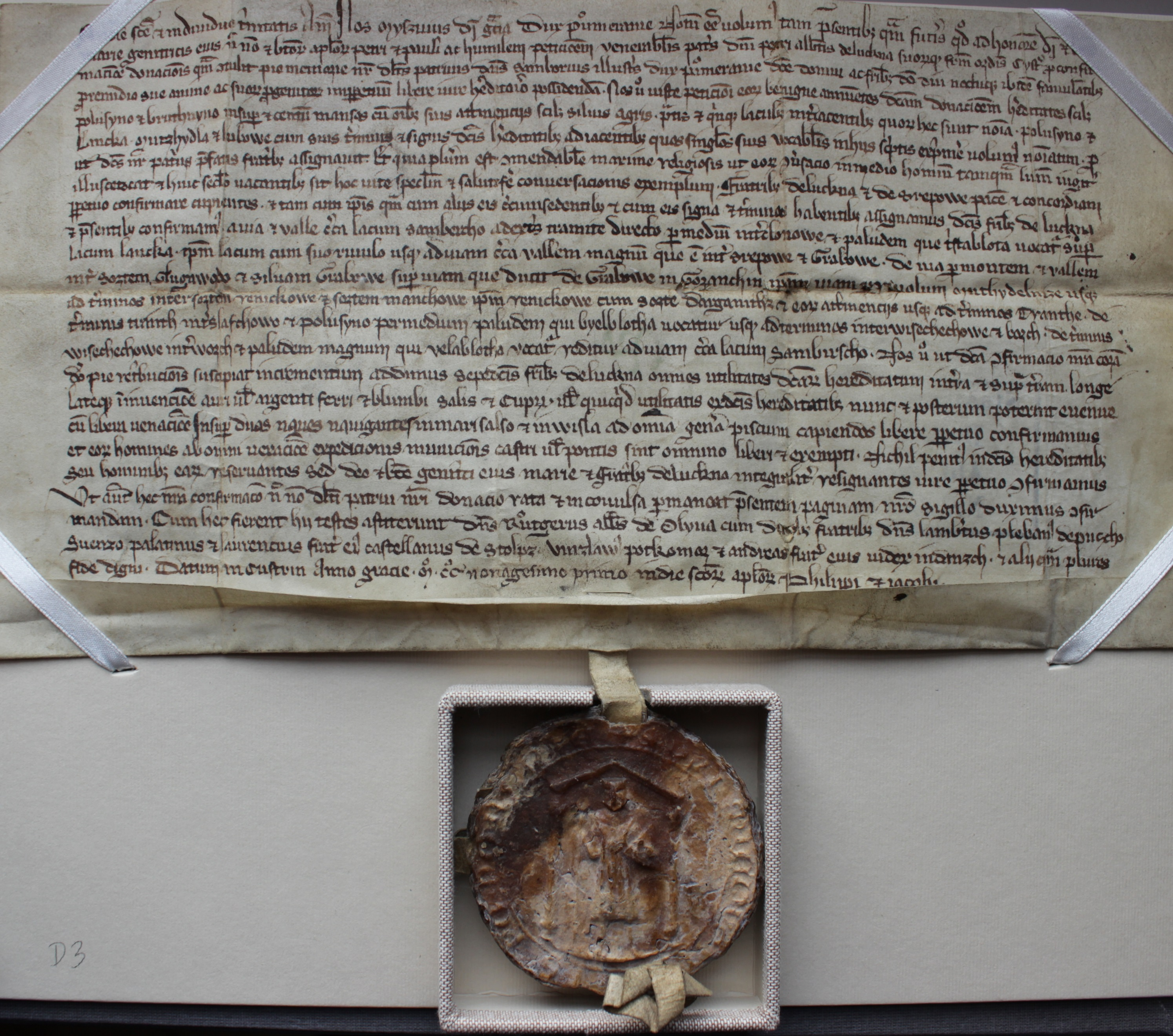
Mściwoj (Mszczuj) II, książę Pomorza Gdańskiego, na prośbę Piotra, opata i braci konwentu cysterskiego w Łeknie, zatwierdza przywileje temu klasztorowi.

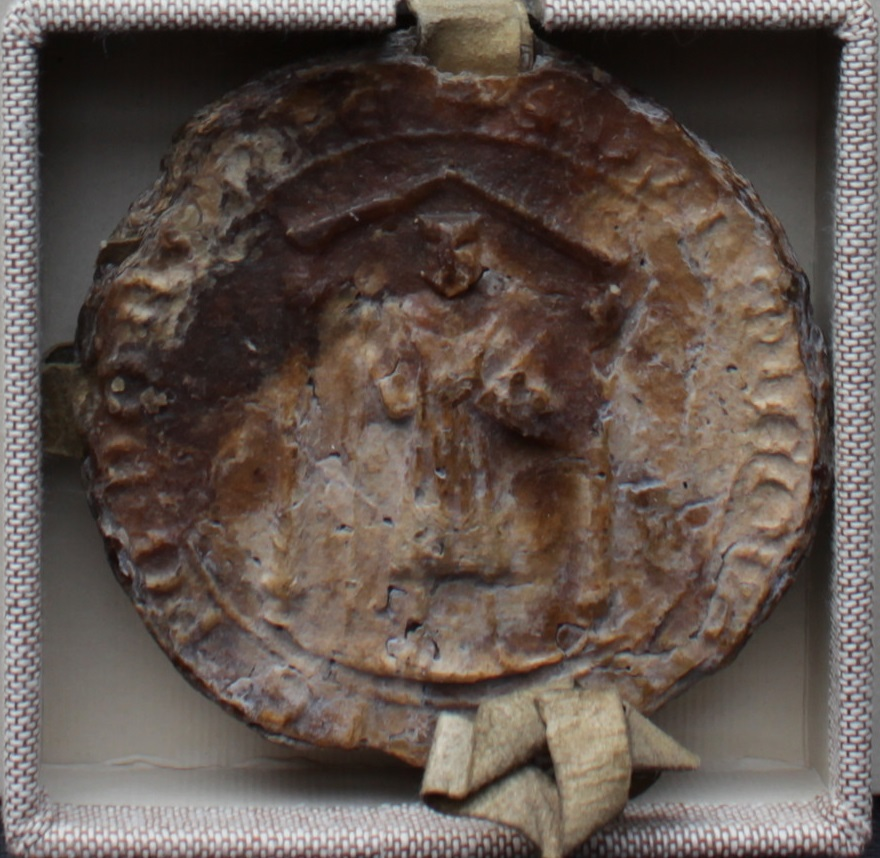
Pieczęć przywieszona przy dokumencie z zasobu Archiwum Państwowego w Poznaniu

Po odzyskaniu Gdańska na miasto i popierających Brandenburgię mieszczan spadły represje książęce, na skutek których stracili oni na kilka dziesięcioleci możliwość wpływania na politykę panujących względem miasta. Represje polegały na konfiskacie majątków mieszczan zamieszanych w zdradę oraz rozebraniu murów miejskich. Nie chcąc jednak podcinać roli ekonomicznej miasta Gdańsk, pozwolono mu zachować wszystkie swoje przywileje oraz samorząd.
W 1273 Mściwoj zdecydował się na ponowne złożenie hołdu lennego brandenburczykom, tym razem z ziemi słupskiej i utraconej u progu panowania na rzecz Pomorza Zachodniego ziemi sławieńskiej. Układ lenny został poparty sojuszem z margrabiami skierowanym przeciwko wszystkim wrogom z wyjątkiem Bolesława Pobożnego.
6 kwietnia około 1275 w posiadłościach krzyżackich w Grecji na wyspie Rodos zmarł były książę białogardzki Racibor. Trzy lata później 30 grudnia 1278 zmarł także drugi ze stryjów Mściwoja – Sambor II. Ich śmierć wprawdzie umocniła fakt zjednoczenia Pomorza Gdańskiego w rękach Mściwoja, gdyż został on jedynym przedstawicielem dynastii Sobiesławiców, sprawę mocno jednak skomplikował fakt, że obaj stryjowie, choć nie zostawili męskich następców zdecydowali się przekazać prawa do posiadanych przez siebie księstw: tczewskiego, białogardzkiego i lubiszewskiego zakonowi krzyżackiemu.
W 1278 Mściwoj II zdecydował się wesprzeć Bolesława Pobożnego w jego kampanii przeciwko Brandenburgii. Tym razem książę pomorski wytrwał w kampanii, co przyniosło odzyskanie wielkopolskich strat na rzecz Brandenburczyków.
Śmierć Bolesława Pobożnego (kwiecień 1279) nie zahamowała współpracy wielkopolsko-pomorskiej, co więcej niemający męskiego następcy Mściwoj zdecydował się na dalsze pogłębianie sojuszu z Wielkopolską w osobie bratanka Bolesława – Przemysła II.

### Pogłębienie sojuszu z Wielkopolską. Układ w Kępnie (1279–1294)

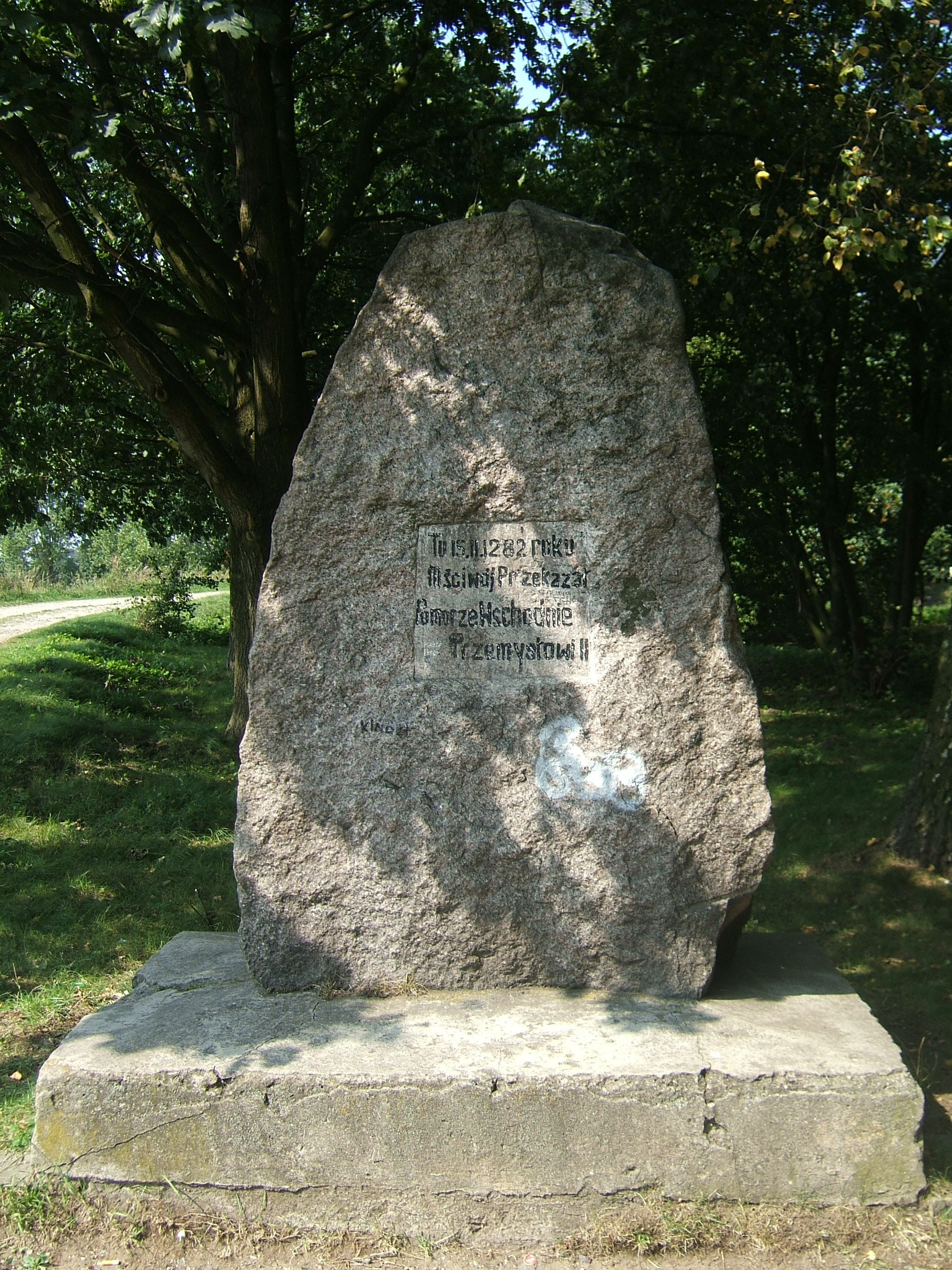
Pamiątkowy głaz znajdujący się w Parku 700-lecia w Kępnie upamiętniający Układ w Kępnie zawarty między Mściwojem II a Przemysłem II

W 1280 Mściwoj II zdecydował się na unormowanie stosunków z Kujawami inowrocławskimi rządzonymi od 1278 ponownie przez księcia Siemomysła. Zawarty wówczas układ w Rzepce zapewnił księciu pomorskiemu dożywotnie panowanie w kasztelanii wyszogrodzkiej.
Tymczasem z pretensjami względem Mściwoja z tytułu zapisów Racibora i Sambora II wystąpił zakon krzyżacki. Sprawa została oddana do rozstrzygnięcia papieżowi Marcinowi IV. Ten z kolei zlecił ją przeprowadzenie śledztwa swojemu legatowi Filipowi z Fermo. Mściwoj II chcąc uniknąć wyroku zaocznego, który mógłby być bardziej surowy udał się z początkiem stycznia do Wielkopolski, chcąc z bliska obserwować rozwój procesu, który miał się odbyć w należącym do diecezji wrocławskiej Miliczu. Najpóźniej 7 lutego 1282 książę pomorski przybył do nadgranicznego Kępna, gdzie zapewne odbyły się polityczne rozmowy między Mściwojem i możnymi pomorskimi z jednej strony a Przemysłem II i możnymi wielkopolskimi z drugiej. Ich rezultatem był dokument wydany w Kępnie w dniu 15 lutego 1282, który miał w niedalekiej przyszłości doprowadzić do zjednoczenia Pomorza Gdańskiego z Wielkopolską. Trwają spory historyków o charakter umowy kępińskiej. Według jednych (Balzer, Wojciechowski) był to klasyczny układ o przeżycie, w którym ten kto przeżyje partnera umowy dziedziczy jego terytoria. Według innych (Kętrzyński, Baszkiewicz, Zielińska, Nowacki, Swieżawski) miał to być układ jednostronny – darowizna za życia Mściwoja II względem Przemysła II (tzw. donatio inter vivos). Został więc Przemysł II już w roku 1282 formalnie księciem Pomorza Gdańskiego, jednak na czas życia swego darczyńcy ustąpił mu swoje prawa.
Jak każdy akt prawny umowa kępińska wymagała akceptacji społeczeństwa (w praktyce możnowładztwa i rycerstwa) obu dzielnic. Do spotkania elit wielkopolsko-pomorskich doszło 13, lub 15 września 1284 w Nakle, gdzie potwierdzono w pełni prawa Przemysła względem Pomorza Gdańskiego. Integracja Pomorza Gdańskiego z Wielkopolską nie była wyłącznie decyzją Przemysła i Mściwoja. Nominacje na urzędy pomorskie dla możnych wielkopolskich świadczą, że także oni byli żywotnie zainteresowani ścisłą integracją obu dzielnic.
Wyrok w sprawie sporu z krzyżakami zapadł wkrótce po układzie w Kępnie 18 maja 1282 w położonym w księstwie wrocławskim Miliczu. Był on kompromisowy – Mściwoj został zmuszony do oddania krzyżakom tylko ziemi gniewskiej i kilku wsi na Żuławach. Jeżeli jednak weźmiemy pod uwagę fakt, że krzyżacy uzyskali te nabytki w drodze pokojowej, bez zaangażowania militarnego, to ugodę milicką należy uznać za sukces krzyżaków.
Po zawarciu układu kępińskiego stosunki pomorsko-wielkopolskie uległy dalszemu zacieśnieniu. Oba księstwa nie tylko prowadziły wspólną politykę zagraniczną, ale także ważniejsze sprawy wewnętrzne odbywały się za obopólną zgodą możnych z obu dzielnic. Przy czym od początku daje się zauważyć znaczna przewaga Wielkopolski. Do ważniejszych zjazdów wielkopolsko-pomorskich doszło w Nakle w 1284, w Słupsku w 1287, w Rzepce 14 maja 1288, czy ponownie w Nakle w 1291.
Szczególnie ważny dla dalszych losów Pomorza był zjazd w Słupsku 23 listopada 1287, na który oprócz Przemysła i Mściwoja przybył książę szczeciński Bogusław IV.
Książęta zawarli wówczas przymierze skierowane przeciwko każdemu przeciwnikowi, a zwłaszcza przeciwko agresywnej polityce Brandenburgii i władcy rugijskiego Wisława II. Porozumienie gwarantowało Bogusławowi IV i dynastii Gryfitów objęcie Pomorza Gdańskiego w przypadku bezpotomnych zgonów Mściwoja Pomorskiego i Przemysła Wielkopolskiego. Ponadto w znaczący sposób przyczyniło się do pogorszenia na jakiś czas stosunków z rządzącą w Brandenburgii dynastią askańską. Przymierze to zostało następnie potwierdzone na spotkaniu w Nakle w sierpniu 1291.

### Choroba i śmierć Mściwoja II. Objęcie władzy na Pomorzu Gdańskim przez Przemysła II (1294)
Wiosną 1294 Mściwoj II odwiedził Przemysła II w Wielkopolsce i był to ostatni przejaw aktywności politycznej pomorskiego księcia. W czerwcu tegoż roku nastąpiła rewizyta na Pomorzu księcia wielkopolskiego, gdzie m.in. zatwierdzał w Słupsku dokumenty księcia pomorskiego. Szybko pogarszający się stan zdrowia Mściwoja skłonił Przemysła II do ponownej wizyty na Pomorzu jesienią 1294.
Nie mamy jednak pewności, czy Przemysł był przy Mściwoju, kiedy ten umierał 25 grudnia 1294 w Gdańsku. W każdym razie rządy w dzielnicy przejął on bez żadnych przeszkód. Ostatni książę pomorski z rodzimej dynastii został pochowany w opactwie cystersów w Oliwie. Jego grobowiec nie zachował się do dziś.
Śmierć Mściwoja II zamyka na Pomorzu Gdańskim, krótki okres jego samodzielności politycznej. Odtąd Pomorze Gdańskie stanowiło tylko część większych jednostek terytorialnych. Wewnętrznie rządy Mściwoja na Pomorzu przezwyciężyły niebezpieczeństwo podziałów dzielnicowych. Oparcie się zaś na rycerstwie i możnowładztwie, w tym także na przybyszach z ościennych dzielnic, zwłaszcza z Wielkopolski i Kujaw pozwoliło księciu zachować decydujący wpływ na rządy. Jedynym negatywnym aspektem, była zgoda Mściwoja na połączenie od 1287 w jednym ręku – wojewody Święcy urzędów palatynów gdańskiego i słupskiego, co z czasem doprowadziło do nadmiernego wzrostu znaczenia rodu Święców. Za rządów Mściwoja II doszło również do wzmocnienia i rozbudowy administracji terytorialnej. Do powstania nowych kasztelanii doszło w Pucku i Chmielnie.
Mściwoj II był trzykrotnie żonaty. Jego pierwszą żoną była od ok. 1250 Judyta, córka Dytryka I hrabiego Breny i Wettinu. Zmarła ona po 1275. Drugą żoną została od ok. 1275 Eufrozyna opolska, córka księcia opolsko-raciborskiego Kazimierza, wdowa po księciu kujawskim Kazimierzu, matka m.in. Władysława Łokietka. Małżeństwo to rozpadło się i zakończyło rozwodem w 1288. Ostatnią, trzecią żoną księcia pomorskiego została 26 sierpnia 1288 nieznanego pochodzenia Sulisława, będąca wcześniej zakonnicą w klasztorze premonstratensek w Słupsku. Sulisława zmarła po 1292.
Ze związków tych Mściwoj doczekał się wyłącznie córek:
- Katarzyny, urodzonej przed 1255, wydanej ok. 1269 za księcia meklemburskiego na Parchimie i Białogardzie nad Parsętą Przybysława II(inne języki)[b][46], zmarłej po 1312[47]
- Eufemii, urodzonej ok. 1260, wydanej za mąż ok. 1272/1273 r. za Adolfa V hrabiego Holsztynu, zmarłej w 1317[48].

Władcy Pomorza gdańskiego z dynastii Sobiesławiców (z uwzględnieniem podziałów dzielnicowych).
| Sobiesław namiestnik pomorski 1155–1177/80 | Sambor I gdański namiestnik pomorski 1177/80–1205 | Mściwoj I gdański namiestnik pomorski 1205–1219/20 | Świętopełk II Wielki namiestnik pomorski 1219/20–1227 ks. gdański 1227–1266 | Świętopełk II Wielki namiestnik pomorski 1219/20–1227 ks. gdański 1227–1266 | Warcisław II ks. gdański 1266–1270 | Mściwoj II ks. pomorski 1270–1294 | Mściwoj II ks. pomorski 1270–1294 |
| Sobiesław namiestnik pomorski 1155–1177/80 | Sambor I gdański namiestnik pomorski 1177/80–1205 | Mściwoj I gdański namiestnik pomorski 1205–1219/20 | Warcisław I świecki ks. świecko- lubiszewski 1227–1227/33                   | Racibor ks. białogardzki 1233–1262                                          | Warcisław II ks. gdański 1266–1270 | Mściwoj II ks. pomorski 1270–1294 | Mściwoj II ks. pomorski 1270–1294 |
| Sobiesław namiestnik pomorski 1155–1177/80 | Sambor I gdański namiestnik pomorski 1177/80–1205 | Mściwoj I gdański namiestnik pomorski 1205–1219/20 | Warcisław I świecki ks. świecko- lubiszewski 1227–1227/33                   | Sambor II ks. lubiszewski (tczewski) 1233–1269                              |                                    | Mściwoj II ks. pomorski 1270–1294 | Mściwoj II ks. pomorski 1270–1294 |
| Sobiesław namiestnik pomorski 1155–1177/80 | Sambor I gdański namiestnik pomorski 1177/80–1205 | Mściwoj I gdański namiestnik pomorski 1205–1219/20 | Warcisław I świecki ks. świecko- lubiszewski 1227–1227/33                   | Mściwoj II ks. świecki 1255–1270                                            |                                    | Mściwoj II ks. pomorski 1270–1294 | Mściwoj II ks. pomorski 1270–1294 |

## Genealogia
| Mściwoj I ur. ? zm. 1 V 1220 | Mściwoj I ur. ? zm. 1 V 1220 |                                                          |                                                          | Zwinisława córka księcia świeckiego Grzymisława ur. przed 1168 zm. 4 IX 1240 | Zwinisława córka księcia świeckiego Grzymisława ur. przed 1168 zm. 4 IX 1240 |  |  | Świętopełk Władysławowic ur. 1140/50 zm. 15 X 1211 | Świętopełk Władysławowic ur. 1140/50 zm. 15 X 1211 |                        |                        | Helinga (Odola) Arpadówna | Helinga (Odola) Arpadówna |
|                              |                              |                                                          |                                                          |                                                                              |                                                                              |  |  |                                                    |                                                    |                        |                        |                           |                           |
|                              |                              |                                                          |                                                          |                                                                              |                                                                              |  |  |                                                    |                                                    |                        |                        |                           |                           |
|                              |                              | Świętopełk II Wielki ur. przed 1195 zm. 11 stycznia 1266 | Świętopełk II Wielki ur. przed 1195 zm. 11 stycznia 1266 |                                                                              |                                                                              |  |  |                                                    |                                                    | Eufrozyna Przemyślidka | Eufrozyna Przemyślidka |                           |                           |
|                              |                              |                                                          |                                                          |                                                                              |                                                                              |  |  |                                                    |                                                    |                        |                        |                           |                           |
|                              |                              |                                                          |                                                          |                                                                              |                                                                              |  |  |                                                    |                                                    |                        |                        |                           |                           |
|                              |                              |                                                          |                                                          |                                                                              |                                                                              |  |  |                                                    |                                                    |                        |                        |                           |                           |

| 1 Judyta Wettin ur. ? zm. po 1275 OO ok. 1250 | 1 Judyta Wettin ur. ? zm. po 1275 OO ok. 1250 | 2 Eufrozyna opolska ur. ok. 1229 zm. 4 XI 1292 lub 1293 OO ok. 1275 | 2 Eufrozyna opolska ur. ok. 1229 zm. 4 XI 1292 lub 1293 OO ok. 1275 | Mściwoj II ur. ok. 1220 zm. 25 XII 1294 | Mściwoj II ur. ok. 1220 zm. 25 XII 1294 | 3 Sulisława ur. ? zm. po 1292 OO 26 VIII 1288 | 3 Sulisława ur. ? zm. po 1292 OO 26 VIII 1288 |                               |                               |
|                                               |                                               |                                                                     |                                                                     |                                         |                                         |                                               |                                               |                               |                               |
|                                               |                                               |                                                                     |                                                                     |                                         |                                         |                                               |                                               |                               |                               |
|                                               | 1                                             |                                                                     |                                                                     |                                         |                                         |                                               |                                               |                               | 1                             |
| Katarzyna ur. przed 1255 zm. po 1312          | Katarzyna ur. przed 1255 zm. po 1312          |                                                                     |                                                                     |                                         |                                         |                                               |                                               | Eufemia ur. ok. 1260 zm. 1317 | Eufemia ur. ok. 1260 zm. 1317 |

Uwaga! Kursywą podano filiację niepewną.